# Mercedes-Benz EQV
A Mercedes-Benz EQV egy akkumulátoros elektromos autótípus, amely a Mercedes-Benz V-osztályán alapul, a Mercedes-Benz Vito luxusváltozata. A járművet a német Mercedes-Benz autógyártó gyártja, és 2020 óta kapható.

## Műszaki adatok
A „300 Long” verzió adatai.

### Szállítás
Az autóban hét személy fér el, és alapfelszereltségként 1030 literes a csomagtér, amely a hátsó ülések lehajtásával akár 4630 literesre bővíthető. Az autó tetősínekkel is fel van szerelve.

### Akkumulátor
Bruttó 100 kWh az akkumulátor kapacitása, melyből 90 kWh használható. Ez 363 km-es WLTP-hatótávolságot tesz lehetővé. Az akkumulátor aktív hűtésű, és a CATL gyártja. Az akkumulátorcsomag névleges feszültsége 352 V.

### Töltés
CCS-csatlakozással rendelkező gyorstöltő használata esetén elérhető akár 110 kW-os töltési sebesség, ami akár 41 perc alatt feltölthető az akkumulátor 10%-ról 80%-ra, amely 310 km/órás gyorstöltési sebességet jelent.

### Teljesítmény
Az autó elektronikus hajtáslánca 150 kW vagy 204 LE teljesítményre képes, a nyomaték 362 Nm. 12,1 másodperc alatt képes 0-ról 100 km/órás sebességre felgyorsulni. Az elérhető maximális sebesség körülbelül 160 km/h.

## Galéria

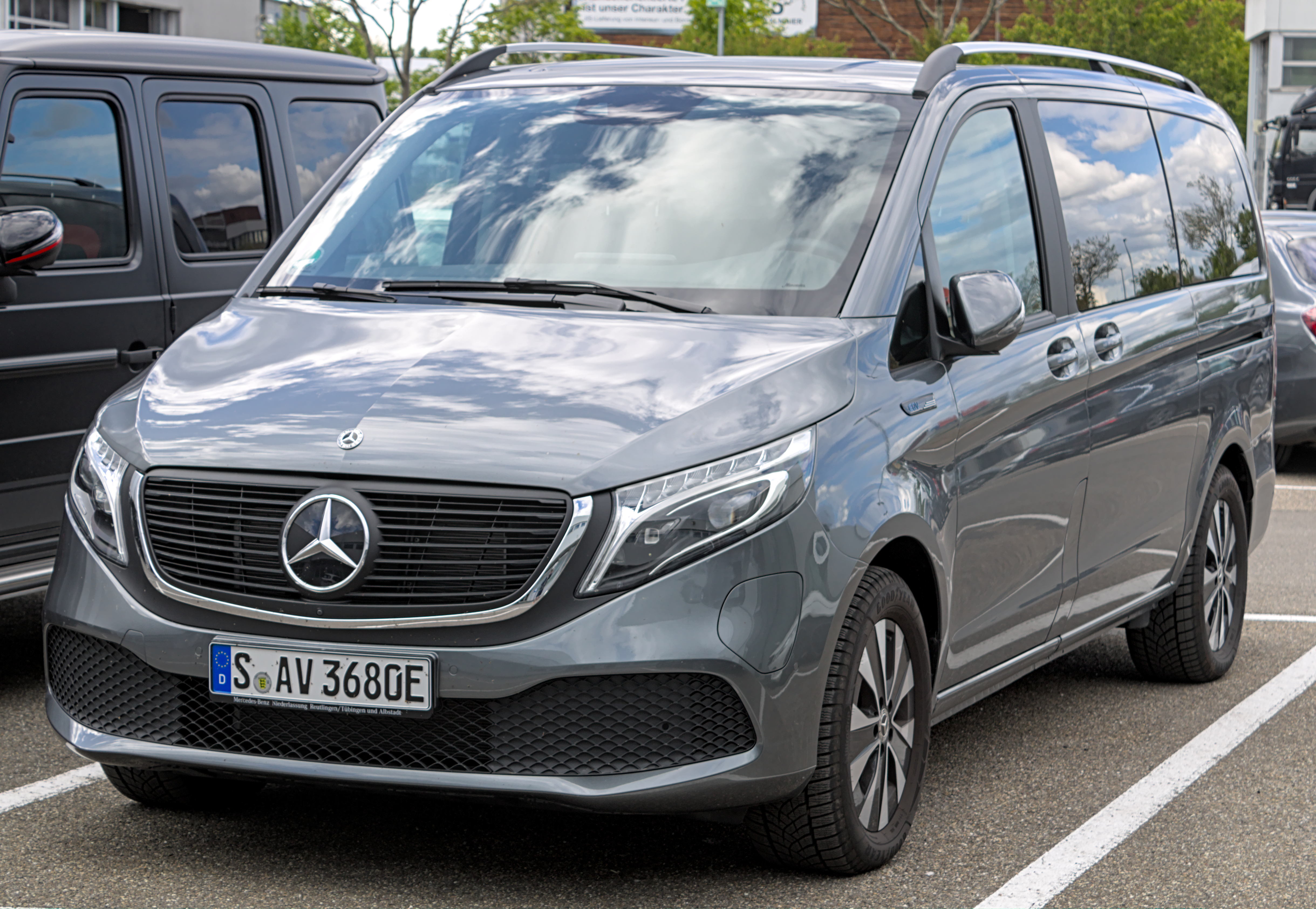
Elölnézetből
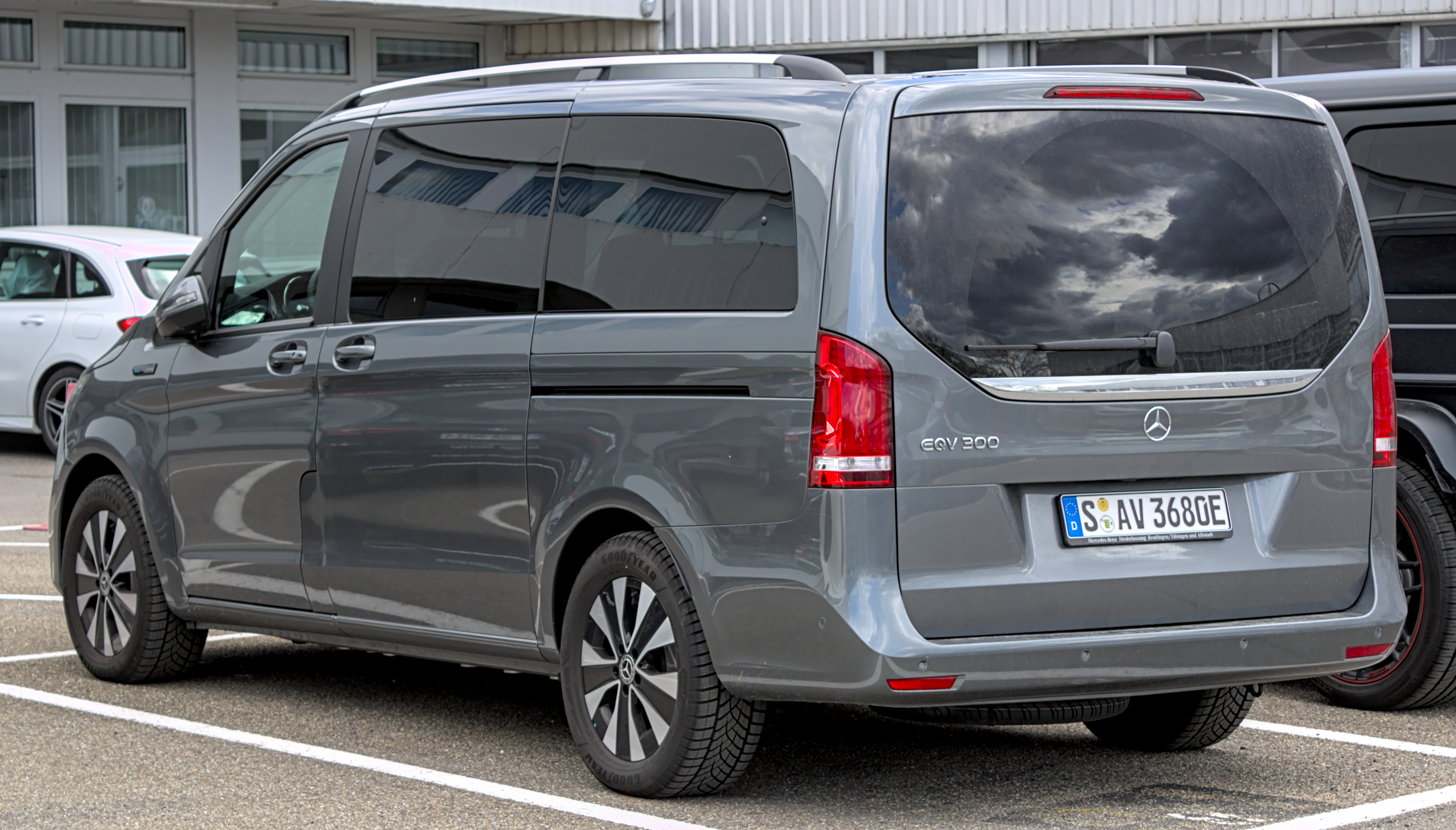
Hátulnézetből

## Külső hivatkozások
- A gyártó hivatalos weboldala

## Fordítás
Ez a szócikk részben vagy egészben  a   Smart 5 című holland Wikipédia-szócikk ezen változatának fordításán alapul.  Az eredeti cikk szerkesztőit annak laptörténete sorolja fel. Ez a jelzés csupán a megfogalmazás eredetét és a szerzői jogokat jelzi, nem szolgál a cikkben szereplő információk forrásmegjelöléseként.